# حسین عاملی
حسین عاملی (۱۲۷۱ مشهد - ۱۳۵۰) نماینده قوچان در مجلس شورای ملی بود.
پدرش شیخ محمدعلی عاملی از روحانیان تراز اول مشهد بود. خودش نیز در مشهد تحصیلات حوزوی کرد اما از کسوت روحانیت به درآمد و در اداره تأمینات (آگاهی) نظمیه (شهربانی) مشهد استخدام شد. در سال ۱۳۱۳ که الله‌یار صالح رئیس اداره انحصار تریاک شد، او را رئیس انحصار تریاک خراسان کرد.
عاملی سپس در وزارت‌خانه‌های خوار و بار و دارایی اشتغال داشت و از سال ۱۳۲۲ بارها نامزد نمایندگی مجلس شورای ملی شد  تا اینکه سرانجام در سال ۱۳۳۲ به نمایندگی از قوچان به دوره هجدهم مجلس راه یافت.